# 顧孟餘

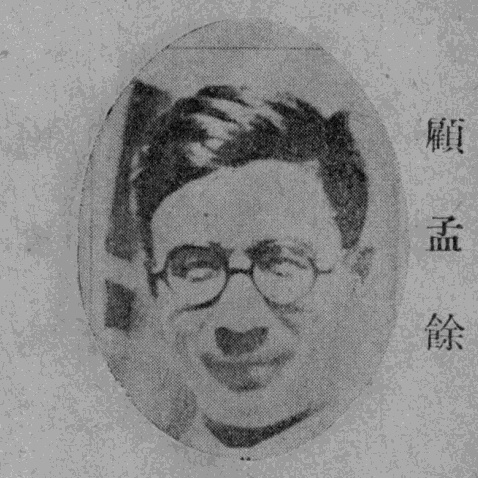

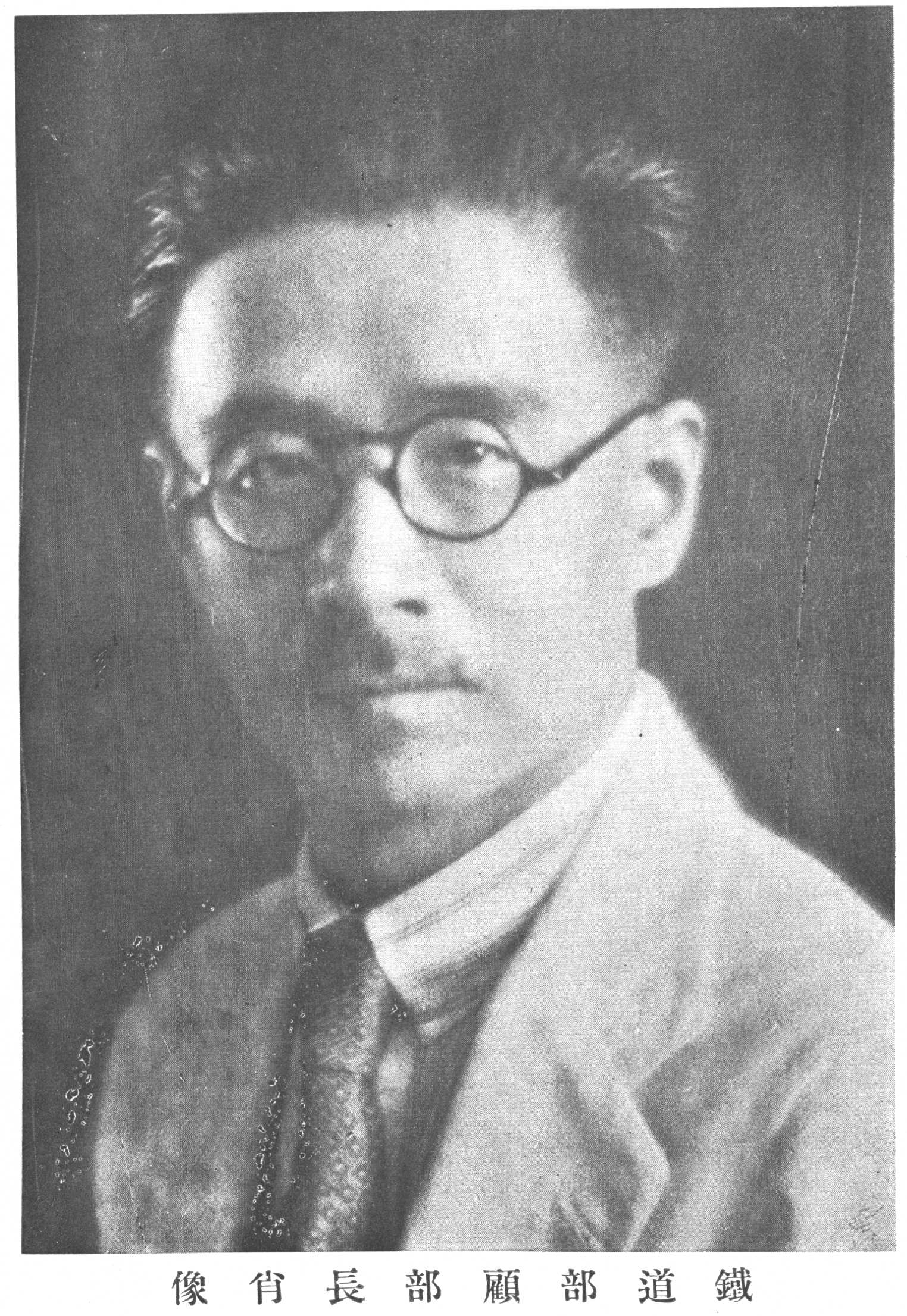

顧孟餘（1888年10月18日—1972年6月25日），原名兆熊，字夢漁，後改字孟餘，以此字行，筆名公孫愈之。生于河北宛平。中華民國政治人物，改組派的主要成员。曾任國民政府鐵道部部長、交通部部長等職。

## 生平

### 早年活動
1888年，顧孟餘出生於直隸省宛平縣。顧的祖父和父親都是在通過科舉入仕在外地任官。1903年，顧14歲時，投考京師大學堂譯學館，專攻德文。1905年，考取公費留學，翌年留学德国，入萊比錫大學電機工程專業，因興趣不合後轉至柏林大学攻讀政治经济学。他頗有語言天才，英、德、法語俱佳。1910年，加入中国同盟会。翌年，短暫歸國参加辛亥革命。1912年，與同是留德的「時髦女性」韋增瑛女士結婚，由蔡元培證婚。1913年，國民黨討伐袁世凱，爆發二次革命，顧孟餘回國參加討袁。9月。革命失敗，赴上海。1914年，德國西門子公司聘其為工程師，遷居北京，「為西門子電廠整理機械，兼改善工廠管理法，使西門子廠營業，得以蒸蒸日上」。
1916年12月，受蔡元培聘請出任北京大学教授。其後，历任北京大学文科德文系主任、法科经济系主任、教務長。1919年3月，參加王光祈發起的『攻讀互助會』。1923年，開始以北大教務長和北京教育會會長的身份積極參加群眾集會。1924年，孫中山逝世後在李大釗的聯繫與蔡元培、李石曾的介紹下，加入中國國民黨，出任中国国民党北京特别市党部籌備主任。翌年12月，出任国立广東大学校長。顧在入黨之後積極參與政治活動。1925年初的善後會議，是北京政變之後段祺瑞以「解決時局糾紛，議籌建設方案」為宗旨的一個會議，以回應孫中山召開國民會議之提議。顧孟餘、胡適兩人對此有不同的看法。
1926年1月，廣州第二次全國代表大會，因李大釗、于樹德的極力推薦，被選為中央執行委員，同時兼任黄埔軍校政治講師。1926年，發生三一八惨案，由國民黨中央政治委員會北京分會及北京市黨部在北京發動群眾運動，進入天安門抗議，要求廢除所有不平等條約。三一八的抗議大會由徐謙、顧孟餘、李大釗等主持，並發表宣言。此次集會遭到鎮壓，有40餘人身亡、150餘人受傷。慘案之後，「段祺瑞及北京國務院通電謂本日慘案乃徐謙等鼓動所致，令通緝徐及李大釗、李煜瀛、易培基、顧兆熊（孟餘）五人」，其罪名是「假借共產學說，嘯聚群眾，率暴徒闖襲國務院」。遭到通緝後由國民軍的鹿鐘麟派人護送至張家口，赴海參崴轉海路南下，4月29日，到達廣州。7月，擔任中國國民黨中央政治會議委員。10月，出任国立中山大学委員会副主任，11月被任命為校長但未到任由陳公博代理。10月，國民革命軍佔領武漢，11月8日，國民政府決定遷都武漢。
1927年1月3日，中央政治會議在南昌行營就駐在地應為武漢還是南昌進行討論，出現以蔣中正為首的南昌陣營與以鮑羅廷、徐謙為核心的武漢陣營間的權力鬥爭。3月10-17日，國民黨二屆三中全會在漢口南洋大樓召開，「通過了譴責蔣介石軍事獨裁，統一黨的領導權，統一革命勢力等一系列決議案，決定由汪精衛擔任國民黨中央和國民政府的主要領導職」。顧孟餘当选中国国民党中央政治委員会委員，就任武漢国民政府要職。在武漢，他擔任中央宣传部部長、国民政府教育部部長、中央軍校武漢分校代理党代表。並創辦《中央日報》，同時擔任社長。此外，於4月2日成立中央土地委員會，委員有鄧演達、徐謙、顧孟餘、譚平山與毛澤東等5人，來推動農民運動，以解決土地問題。4月初，汪兆銘返國，抵達上海，4月5日，與陳獨秀發表聯合宣言，號召兩黨同志「事事開誠」。10日，汪至武漢，受到譚延闓、顧孟餘等人盛大的歡迎。蔣認為汪、陳之聯合宣言顯示汪乃袒共，4月12日，在上海展開清共，並在南京成立政府。4月18日，南京國民政府成立，蔣並發文否認武漢國民黨的決議。5月之後，共黨繼續在各地推行激烈的工農運動，6月6日，顧孟餘與汪兆銘、譚延闓、加倫乘火車赴河南鄭州，與馮玉祥、張發奎等會議，討論豫陝甘三省事務，並設立開封政治分會。6月11日，汪、譚等人先返，顧孟餘與徐謙則在河南處理後續事務，至7月5日方返回武漢。回漢後參加分共的討論，也參加了7月15日的中執委第二十次擴大會議。年底，汪前往廣州，想依賴張發奎與南京對抗，發生了廣州事變與武裝暴動等。國民黨內對汪展開攻擊，汪再度流亡法國。

### 参加改組派
1928年1月7日，中央執行委員會常務委員會決議「汪精衛、陳公博、顧孟餘、甘乃光四人應停止出席，交第三次全國代表大會處分」。汪出走之後，陳公博與顧孟餘為重振革命精神，宣揚改組國民黨之理念，在蔣的同意下，由宋子文出資協助，在上海分別辦了兩份刊物，一為陳公博主持的《革命評論》，一為顧孟餘主持的《前進》。（《革命評論》於 1928年5月7日出刊，至1928年9月11日發表啟事，宣布停刊。1928年夏，在汪精衛支持下，陳公博成立国民党改組同志会，顧孟餘参加，该派别开展反蒋介石的政治活動。1929年3月15日，蔣在南京召開國民黨第三屆全國代表大會，20日通過「一警告汪先生，二開除顧孟餘黨籍三年，三永遠開除甘乃光和陳公博的黨籍」。此舉造成反蔣勢力之團結。汪兆銘的改組派與西山會議派在樹立民主、反蔣獨裁的目標之下結合在一起。1930年中，陳公博、汪兆銘、顧孟餘等先後離開香港到北平舉行擴大會議，結合閻錫山、馮玉祥與南京中央對抗。9月25日，擴大會議移至太原開會，至10月27日完成「太原約法」。如陳克文所述，改組派成為擴大會議之靈魂。擴大會議並沒有得到具體的結果，只能說「它前後兩次宣言所提的有關政治、軍事和黨務的主張不能不說在當時較為開明，較為符合民主原則的」，並對後來「中華民國訓政時期約法」有所影響。
1931年，九一八事变爆发後，随着中国国民党各派的大团結，在11月的中国国民党第四次全国代表大会上，顧孟餘恢复党籍，任中央執行委員、中央政治会議委員。一二八淞滬戰役爆發，國府決定遷至洛陽。1932年3月9日，國民政府特任顧孟餘為鐵道部部長。這段時間顧孟餘在中常會領銜提出『黨務改革案』，推動黨內民主。1934年4月，監察委員劉侯武以對『大潼路購料訂約有違法舞弊情事』彈劾顧孟餘，此案多為派系之間的矛盾和人事任命的糾葛，最後以『不予懲戒』收場。1935年12月，当选中国国民党第五届中央執行委員，各部會改組，蔣介石出任行政院長，顧被調任為交通部部長但並未就職，交通部的工作实际由俞飛鵬代理。汪被刺殺後出國療傷，而顧孟餘則退隱北京。1937年2月15日到22日，參加在南京召開的國民黨五屆三中全會，停止內戰，實行國共合作。3月12日，他帶著夫人去歐洲遊歷，10月，回到上海。淞滬會戰後同往自南京前往武漢，年底移居香港。

### 與汪精衛的訣別
抗日战争爆發後的1938年6月，顧孟餘当选国民参政会参政員，并且重新担任中央宣传部部長。12月，汪精衛离开重慶之前，顧孟餘曾试图劝说汪精衛回心转意，但未果，遂与汪精衛派訣別。1939年8月4日，在蔣中正的邀約之下赴重慶。1940年3月5日，蔡元培病逝香港，顧孟餘經王世杰推薦及國民政府軍事委員會委員長蔣中正屬意出任中研院院長一職，引發評議委員不滿，經評議會選舉最後並未當選。11月6日，蔣邀請顧出任國防最高委員會秘書長一職，顧推辭，最後該職由王寵惠擔任。1941年5月，國立中央大學校長羅家倫因學校經費不足，人事紛亂等原因辭職。7月，蔣任命他為中央大學校長。他積極改善中大財政拮据的狀況，向財政部與教育部爭取經費，結果不但補足了原有之虧空，也開始大禮堂與宿舍的建設工程。在治校理念上，顧孟餘採取無為而治、作風明快，並力主學術自由，不受黨派干預。當時在中大任教的郭廷以評價顧「風度之佳不可及。他不多管事，不多講話，講起來幾句話簡單明了」。1943年2月，顧因不滿教育系和CC系在中大的鬥爭辭任中大校長，12月，乘船赴美。1945年5月17日，在國民黨第六次全國代表大會，他被選為中央執行委員。抗戰勝利之後，顧不曾擔任過政府正式的職務。1946年，朱家驊曾經託顧維鈞轉一封信給顧孟餘，請他再度出任中央大學校長，顧孟餘並未應允。

### 參加第三勢力
第二次国共内战期間的1948年1月顧孟餘夫婦返回上海。2月，出任国民政府顧問。同年5月，被任命为行政院副院長，成为中華民國行憲後第一任行政院副院長，但未实际就任。1949年後，顧並未隨蔣赴臺，反而在香港與張發奎、張君勱等籌組第三勢力，9月初，『自由民主大同盟』於廣州祕密舉行第一次會議，選出顧孟餘為主席，童冠賢、程思遠、邱昌渭、黃宇人、甘家馨、李永懋、尹述賢等為幹事。1949年10月初，大同盟由廣州移至香港。1950年4月20日，《大道》雑誌創刊，同年被蒋中正聘為總統府資政。1951年2月12日，顧首次和張發奎見面，5月，和張發奎趕走許崇智，結合其他力量，成為第三勢力的領袖。1952年3月，張君勵與顧等人見面，組織『中國自由民主戰鬥同盟』。5月，第三勢力分裂後，顧也轉至日本發展。

### 晚年生活
1955年，迁居美国加利福尼亚州伯克萊，担任加州大學中国研究中心的顧問，期間生活拮据多靠舊友接濟幫助。1969年8月12日，赴台北。1972年6月25日，顧病逝於臺北榮民總醫院。享年85岁。

## 腳註
1. ↑  徐友春主編《民国人物大辞典 増訂版》第2842頁誤作1973年卒。
2. ↑  徐友春主編. . 河北人民出版社. 2007. ISBN 978-7-202-03014-1.
3. ↑  劉国銘主編. . 团結出版社. 2005. ISBN 7-80214-039-0.
4. ↑  東亜問題調査会. . 朝日新聞社. 1941.
5. 1 2 3 4 5 6 7 8  黃克武（2020年）
6. ↑  《前進》半月刊於1928年6月1日在上海創刊。《前進》至1929年初才停刊